# Квито-Кванавале
Кви́то-Кванава́ле — город на юге Анголы. Город известен тем, что в 1987—1988 годах здесь произошли боестолкновения между войсками Ангольской народной армии, кубинскими добровольцами и советскими военными советниками с одной стороны и войсками ЮАР и повстанцами УНИТА с другой. В результате боестолкновений, завершившихся 27 мая 1988 года, войска ЮАР взорвали пограничный мост и покинули территорию Анголы, после чего начались мирные переговоры.
Во время событий при Квито-Кванавале погибло до 10 советских военных советников и членов их семей. Официально граждане СССР в боях не участвовали.